# Мюллер, Роберт (хоккеист)
Ро́берт Мю́ллер (нем. Robert Müller; 25 июня 1980, Розенхайм, ФРГ — 21 мая 2009, Розенхайм, Германия) — немецкий хоккеист, вратарь. Выступал за немецкие клубы с 1997 по 2009 годы, провёл в общем 387 матчей. Играл в составе сборной Германии, в том числе на чемпионатах мира 2004 и 2006 годов, а также на Зимних Олимпийских играх в Турине в 2006 году и в Солт-Лейк Сити в 2002 году.
В ноябре 2006 года ему был поставлен диагноз — опухоль головного мозга. В мае 2009 года Роберт скончался от этой болезни. Немецкая хоккейная лига в связи с этим навсегда закрепила № 80, под которым он выступал, за Мюллером, а также включила в Зал хоккейной славы Германии.

## Биография

### Начало карьеры
Родился 25 июня 1980 года в Розенхайме.
В возрасте трёх лет Роберт впервые встал на коньки. С пяти лет выступал в местном спортивном союзе. Защищал цвета команд Розенхайма разных возрастных групп в баварской хоккейной лиге. Мюллер был чрезвычайно амбициозным игроком — утром и вечером он играл и как нападающий, и как вратарь. Франц Фрицмайер, тренер национальной молодёжной сборной, говорил, что «спорт — это его [Мюллера] жизнь».
Голкипер до сезона 1996/97 выступал в клубе «Розенхайм», за это время со своей командой стал четырежды чемпионом Баварии. В 1997 году Роберт переходит в ХК «Клостерзее», который выступает во второй лиге. С Мюллером «Клостерзее» закрепился в лиге, отыграв плей-офф на выживание. После этого он вернулся в «Розенхайм», где отыграл в воротах «Звёздных быков» (Немецкая хоккейная лига) до 2000 года. За эти два года он потеснил с позиции основного вратаря: Клауса Далпиаза, а также Роберта Хаасе и Гокана Альготссона.

### Чемпионские достижения 2001, 2003 и 2007 годов

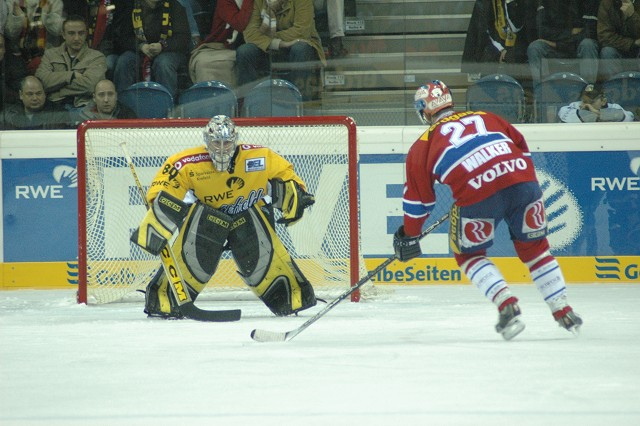
Роберт Мюллер в действии, 2004

Летом 2000 года Мюллер подписал контракт с четырёхкратным чемпионом Германии клубом «Адлер Мангейм», с которым он стал чемпионом Германии в 2001 году, а в 2002 занял второе место. Также Роберт выступал в молодёжном составе «Адлера», в основном составе был запасным вратарём канадца Майка Розати.
В 2001 году в Драфте НХЛ был выбран в девятом раунде, под номером 275 клубом Национальной хоккейной лиги «Вашингтон Кэпиталз». Летом 2002 года он получил возможность принять участие в тренировочном сборе «Вашингтон Кэпиталз».
После участия в тренировочном таборе «Кэпиталз» (США), Мюллер решил продолжить карьеру в Германии.

Я честолюбив, сначала я хочу иметь успех здесь [в Германии], Америка будет позже.
Оригинальный текст (нем.)Ich bin ehrgeizig, erst mal will ich hier [in Deutschland] Erfolg haben, Amerika kommt dann später.
— Роберт Мюллер, tagesspiegel.de
Вернувшись в Германию, Мюллер после двух годов и 40 матчей в «Адлер Мангейм» переходит в «Крефельд». В «Крефельде» Мюллер сразу становится вратарём номер один и выигрывает со своей командой в сезоне 2002/2003 годов чемпионат Германии. Во время своего пребывания в «Крефельде» в сезонах 2004/2005 и 2005/2006, входил в команду Всех звёзд Немецкой хоккейной лиги. После пропуска «Пингвинами» раунда плей-офф в сезоне 2003/2004, Мюллера отдали в аренду до конца сезона в Швейцарию, где он не спас от вылета в Национальную лигу Б ХК «Базель».
После четырёх годов в «Крефельде» и сыгранных в общем 213 матчей, Мюллер вернулся в сезоне 2006/2007 назад в «Мангейм», где подписал трёхлетний контракт. В «Мангейме» Мюллер был впервые задействован как номер один, несмотря на нахождение в составе таких вратарей, как Ипо Кауханен и Денни аус дер Биркена. В конце концов, вместе с «орлами» он завоевал свою третью золотую медаль чемпионата Германии.

### Болезнь и возвращение на лёд
В ноябре 2006 года во время матча Кубка Германии в Ганновере у Роберта произошло головокружение, из-за которого он покинул площадку. По данным исследований в нейрохирургической Клинике Гейдельберга, обнаружена злокачественная опухоль головного мозга, которую частично удалили хирургическим путём. После этой операции он прошёл лечение химиотерапией и лучевой терапией. Мюллер был вне игры на протяжении трёх месяцев лечения, но через некоторое время вернулся на лёд и сыграл в трёх официальных матчах, в том числе финальный матч сезона на родной арене. Это случилось после того, как фанаты стали скандировать имя Мюллера. Он стоял последние 31 секунду в воротах «Мангейма» в матче против «Нюрнберг Айс Тайгерс», в котором была одержана победа 5:3 и общая победа в серии 3:0.
В следующем сезоне Роберту пришлось уступить свое место в стартовом составе Жану-Марку Пеллетье, а также Адаму Хаузеру. По решению руководства клуба, сезон 2007/2008 вратарь на правах аренды провёл в «Фюше Дуйсбург», с возможностью возвращения в «Мангейм», если это окажется необходимым на протяжении сезона.

Сидеть на лавке [как запасной вратарь] — это самое худшее, что может быть.
Оригинальный текст (нем.)Auf der Bank [als Ersatztorhüter] zu sitzen ist das Schlimmste, was es gibt.
— Роберт Мюллер, faz.net, Robert Müller — in der Verlängerung
В декабре 2007 года «Кёльнер Хайе» и «Адлер Мангейм» согласились на обмен Роберта Мюллера в клуб из Кёльна. Он сменил Трэвиса Скотта, который отправился по контракту в Россию.
22 марта 2008 года Роберт Мюллер принимал участие в третьем матче серии плей-офф сезона 2007/08 «Кёльнер Хайе» — «Адлер Мангейм», длившемся 168 минут и 16 секунд, в котором гол Филипа Гогуллы решил судьбу матча в пользу «акул» 5:4. По продолжительности — шесть с половиной часов («грязное время»), этот матч является самым длинным в истории профессионального хоккея Германии и вторым в мире. В этом матче Мюллер парировал 100 бросков по его воротам.

### Завершение карьеры и смерть
В августе 2008 года Мюллеру должны были сделать ещё одну операцию, по официальным данным, были взяты образцы ткани. На самом деле, однако, как и в первой процедуре ему удалили большую часть опухоли, которая выросла на протяжении короткого времени и это было опасно для жизни.
В конце октября 2008 года вратарь вернулся на лёд. В начале ноября Роберта обследовал профессор Вольфганг фон дер Швайгерфлихт, который озвучил тяжесть заболевания. Несмотря на критический прогноз, вратарь продолжал тренироваться. В это время он уже превысил среднюю продолжительность жизни для людей с опухолью четвёртой степени, глиобластомой.
16 ноября Мюллер наконец-то вернулся, отыграл последние восемь минут в игре между «Кёльнер Хайе» — «Нюрнберг Айс Тайгерс». Роберт отметил после матча:

Я рад, что я чувствую это. Я могу играть снова, это самая большая радость для меня.
Оригинальный текст (нем.)Ich bin froh, dass ich das erlebe. Dass ich wieder spielen kann, das ist das Größte für mich.
— Роберт Мюллер, tagesspiegel.de
В середине декабря 2008 года его здоровье резко ухудшилось, во время публичного выступления в детской больнице он упал. В январе 2009 года он завершил свою карьеру вратаря, а в марте состоялось последнее публичное выступление на церемонии закрытия сезона «Кёльнер Хайе».
21 мая 2009 года Роберт Мюллер умер в своём родном городе Розенхайм в возрасте 28 лет. У него остались жена и двое детей.

## Международная карьера

### Клубные турниры
С клубом «Адлер Мангейм» Роберт Мюллер принимал участие в 2001 году в Кубке Шпенглера (Давос), где отыграл один полный матч, а ещё в двух выходил на замену Майка Розати. На Кубке Шпенглера 2003 года, уже в составе «Крефельда», отыграл все пять матчей. Хотя команда и заняла последнее место, Мюллер был признан лучшим вратарём турнира.

### Сборная Германии
Первым его международным турниром в составе сборной стал чемпионат Европы среди юниоров до 18 лет 1997 года, где он отыграл шесть матчей. Тем не менее, команда вылетела из дивизиона A.

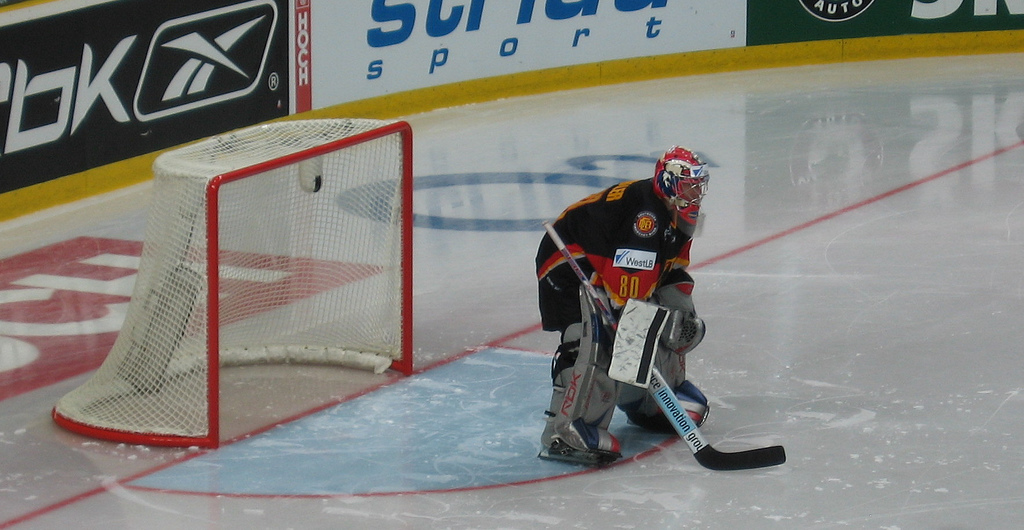
Роберт Мюллер в матче против Чехии (2007 год)

Начиная с 1999 года Роберт Мюллер становится вратарём немецкой национальной сборной. Именно 13 февраля дебютирует в матче против сборной Швейцарии, который закончился поражением со счётом 2:5. В сборной он также играл под номером 80, как и в клубе (по году рождения). В апреле того же года дебютирует на взрослом чемпионате мира, в дивизионе B. Сборная Германии заняла четвёртую ступеньку, пропустив вперёд сборные: Дании — победитель группы, Великобритании и Казахстана.
Этой команде удалось в следующем году одержать победу в группе B в Польше, где Мюллер в составе сборной отыграл два матча. Кроме того он сыграл в пяти матчах на чемпионате мира U-20. Принимал участие в чемпионате мира 2001 года, который проходил в Германии, где сборная Германии проиграла в 1/4 финала сборной Финляндии 1:4. Был в составе сборной в Любляне (Словения), где сборная Германия завоевала право выступать на Зимних Олимпийских играх в Солт-Лейк-Сити в 2002 году и на чемпионате мира в Швеции.
На чемпионате мира 2003 года в Финляндии выступал в составе сборной и попал вместе с ней в четвертьфинал, где немцы уступили сборной Канады 2:3 в овертайме. Чемпионат 2005 года в Вене и Инсбруке команда провела неудачно и вылетела в группу B. Мюллер играл также в составе сборной на Кубке мира по хоккею 2004 года, а с 2000 по 2005 — на Кубке Германии. Принимал участие в Зимних Олимпийских играх 2006 года, а также способствовал возвращению сборной Германии в высший дивизион на чемпионате мира (дивизион I) в том же году во Франции. Чемпионат мира 2008 года стал последним официальным турниром для Роберта в составе сборной.

## Статистика

### Клубная

#### Регулярный чемпионат
И = матчи; В = победы; П = поражения; ВНЛ = время на льду (минуты: секунды); ГП = голов пропущено; ША = шатауты; СП = среднее количество пропущенных шайб; %ОБ = отбитых бросков (в %); РП = результативные передачи; ШМ = штрафные минуты

#### Плей-офф
И = матчи; В = победы; П = поражения; ВНЛ = время на льду (минуты: секунды); ГП = голов пропущено; ША = шатауты; СП = среднее количество пропущенных шайб; %ОБ = отбитых бросков (в %); РП = результативные передачи; ШМ = штрафные минуты

### Сборные и международные клубные турниры
И = матчы; В = победы; Н = ничьи; П = поражения; ВНЛ = время на льду (минуты: секунды); ГП = голов пропущено; ША = шатауты; СП = среднее количество пропущенных шайб; %ОБ = отбитых бросков (в %); РП = результативные передачи; ШМ = штрафные минуты

## Достижения
Роберт трёхкратный чемпион Германии, дважды в составе «Адлер Мангейм» в 2001 и 2007 годах, ещё один титул завоевал в составе ХК «Крефельд» в 2003 году. Также пять раз входил в команду Всех звёзд Немецкой хоккейной лиги. В 2007 и 2008 годах принимал участие в матче Немецкая сборная DEL — Сборная Европы DEL.
В плей-офф 2002/03 и 2007/08 Мюллер был лучшим голкипером, пропуская за матч 1,99 — 2,2 шайбы. Его признавали лучшим вратарём на чемпионате Европы среди юниоров в 1998 году, чемпионате мира по хоккею 2006 года в дивизионе I, а также на Кубке Шпенглера 2003 года.
В марте 2009 года Роберта Мюллера выбрали в Зал хоккейной славы Германии.
После смерти Мюллера, клубы за которые он выступал, в частности «Кёльнер Хайе», «Адлер Мангейм» та ХК «Клостерзее», закрепили за ним навсегда номер 80, а также установили баннеры под крышей стадиона. Хотя вратарь никогда не играл в Мюнхене, к этому событию также присоединился ХК «Ред Булл Мюнхен», закрепив номер 80 за Робертом Мюллером.
В начале сезона 2009/10 все матчи начинались с минуты молчания.

## Общественная деятельность
Роберт Мюллер является основателем рекламной кампании 2002 года для помощи больным СПИДом и основал интернет-проект robert-hilft.de, который собирал средства для помощи больным СПИДом. Роберт принимал участие и в других проектах, в частности Фонде «Die 80 hat Kraft», который собирал средства для детей Германии больных раком.